# Труби-сушарки

Труби-сушарки - апарати для термічної сушки матеріалів. 

## Загальний опис
Труби-сушарки застосовують для сушіння дрібних (до 13-15 мм) матеріалів, що не злипаються. Найчастіше труби-сушарки використовують для сушіння дрібних продуктів вуглезбагачення і значно рідше для сушіння продуктів кольорової металургії і хімічної промисловості.
Сушильна установка з трубою-сушаркою (рис. ) складається з топки 7 зі змішувальною камерою, труби 1, встановленої вертикаль-но, і системи пиловловлення. Нижня частина труби приєднується до топки, а верхня через газопровід – до циклона 3. Труба в нижній частині покрита ізоляційним шаром азбесту, а зсередини футерується шамотною цеглою. Верхня циліндрична частина труби складається з металоконструкцій, з’єднаних між собою фланцями з азбестовими прокладками. Для збільшення терміну служби трубу доцільно виготовляти з нержавіючої сталі.
Через трубу-сушарку знизу вгору пропускають гарячі димові гази, які засмоктуються з топки димососом 5. Матеріал, що сушиться, подається живильником 2 у нижню частину труби і потоком газів виноситься по трубі вгору. При цьому частинки матеріалу нагріваються газами і волога, що в них міститься, випаровується. Газовий потік направляється у циклон 3, де висушений матеріал відділяється від газів. Відпрацьовані гази після додаткового очищення в батарейному пиловловлювачі 4 і скрубері (мокрому пиловловлювачі) 6 викидаються в атмосферу. Проходження сушильного агенту через сушильну установку забезпечується димососом 5, який встановлюється між батарейним пиловловлювачем і скрубером.
Швидкість руху газів повинна бути достатньою для підйому найбільш крупних частинок матеріалу, що сушиться. Крупні частинки матеріалу не винесені газами (провал) збираються у нижній частині труби і виводяться з неї через затвор.
Труби-сушарки забезпечують здійснення процесу сушіння матеріалу в зваженому стані і пневмотранспорт його до системи пиловловлення. У трубах-сушарках відбувається інтенсивна передача тепла від газів до зважених частинок – час контакту складає 5 – 10 с, а напруженість по волозі, що випаровується, у 8 – 10 разів більша, ніж у барабанних сушарках.
Труби-сушарки виконуються діаметром 0,83; 0,90, 1,0; 1,1 і 1,2 м. Довжина труб коливається в межах 15–25 м. Висота завантаження прийнята в межах 2,5–6 м. Тривалість сушки матеріалу в трубі-сушарці дуже короткочасна (секунди) і визначається довжиною труби і швидкістю потоку газу.
Щоб уникнути грудкування вологого сушимого матеріалу і рівномірного завантаження його по перетину труби-сушарки застосовують спеціальні живильники для закидання матеріалу в трубу.
Велике значення при роботі труб-сушарок має недопущення підсосу повітря по всьому шляху газового тракту і забезпечення повної герметизації сушильної установки. Для забезпечення безпеки роботи і усунення можливості вибуху при сушці займистих матеріалів необхідно підтримувати вміст кисню в газах не більше 19 %, а при сушці вугілля з великим виходом летких – до 16 %. Чим вище температура сушильних газів, тим менше буде і вміст в них кисню.
Для усунення скупчення і осідання в різних місцях сушильної установки вугільного пилу слід усувати горизонтальні ділянки в системі.
Необхідно контролювати температуру газів за сушильною установкою, яка не повинна перевищувати для бурого вугілля 110° С, для кам'яного вугілля 130° С.
У сушильній установці необхідно передбачити запобіжні клапани у вигляді діафрагм для викиду газів поза зоною сушильного цеху.
В середньому на вуглезбагачувальних фабриках при сушці концентратів температура газів при вході коливається від 600 до 1100° С, тобто в середньому 700–750 °С і при виході  від 90 до 130 °С.
Витрата тепла на 1 кг випарюваної вологи 3750–4600 кДж/кг, а витрата електроенергії 35-60 кВт на 1 т випарюваної вологи. Продуктивність при сушці концентратів коливається від 25 до 90–100 т/год по сирому вугіллю і від 3 до 7 т/год по випарюваній волозі, тобто в середньому 40–60 т/год по сирому вугіллю і 4–6 т/год по випарюваній волозі.
Підвищення продуктивності досягається за рахунок підвищення початкової температури газів, збільшення потужності димососів і діаметру труб-сушарок, поліпшення тепловіддачі, реконструкції пиловловлюючих пристроїв, установки топок високої продуктивності, зменшення втрат повітря в системі та інших заходів.
Переваги сушіння матеріалів у зваженому стані – простота конструкції сушарки, порівняно невисокі капітальні витрати і велика швидкість сушіння. Однак цей процес характеризується великим винесенням пилу і підвищеною витратою електроенергії.
Технологічний розрахунок труб–сушарок полягає у визначенні їх необхідного сумарного об’єму,  після чого задаються висотою сушарки (Н = 20 – 25 м) і обчислюють її діаметр.

## Фактори, що впливають на результати сушки
Інтенсивність сушки залежить від розміру частинок матеріалу, що сушиться – чим менше їхні розміри, тим глибше відбувається сушка і тим менше кінцева вологість матеріалу. Чим більше рівномірність матеріалу за крупністю, тим більше рівномірність виходу висушеного продукту за вологістю.
Чим вище температура сушильного агенту, тим інтенсивніше процес сушки.